# Gabino Zavala
Gabino Zavala (Tijuana, 7 settembre 1951) è un vescovo cattolico statunitense, dal 4 gennaio 2012 già vescovo ausiliare di Los Angeles.

## Biografia
Gabino Zavala è nato a Tijuana il 7 settembre 1951 ed è cresciuto a Los Angeles.

### Formazione e ministero sacerdotale
Ha studiato presso il collegio seminario "San Giovanni" a Camarillo. Ha quindi conseguito la licenza in diritto canonico presso l'Università Cattolica d'America di Washington.
Il 28 maggio 1977 è stato ordinato presbitero per l’arcidiocesi di Los Angeles dal cardinale Timothy Manning. Ha quindi ricoperto gli incarichi di vicario parrocchiale della parrocchia di Nostra Signora di Guadalupe a East Los Angeles, direttore associato del tribunale ecclesiastico dell'arcidiocesi di Los Angeles, professore di diritto canonico e rettore del seminario "San Giovanni".

### Ministero episcopale
L'8 febbraio 1994 papa Giovanni Paolo II lo ha nominato vescovo ausiliare di Los Angeles e titolare di Tamascani. Ha ricevuto l'ordinazione episcopale il 19 marzo successivo dal cardinale Roger Michael Mahony, arcivescovo metropolita di Los Angeles, coconsacranti i vescovi ausiliari John James Ward e Armando Xavier Ochoa. È stato vicario episcopale della regione pastorale San Gabriel fino al suo ritiro. Il vescovo Zavala era noto per l'essere a favore della giustizia riparativa, per l'opposizione alla pena di morte e il sostegno ai giovani. Era a favore della riforma dell'immigrazione. Anche se a volte era considerato ortodosso nelle sue convinzioni, ha avuto una lunga storia di sostegno a posizioni controverse sull'omosessualità.
Zavala era coinvolto in una serie di organizzazioni: era presidente vescovile della sezione statunitense di Pax Christi, il movimento internazionale cattolico per la pace, e co-presidente di Interfaith Worker Justice, un'organizzazione impegnata a educare, mobilitare e organizzare la comunità religiosa per sostenere salari e condizioni di lavoro per i lavoratori a basso salario. È stato consulente episcopale della Commissione internazionale della pastorale carceraria cattolica. Inoltre è stato professore aggiunto di diritto canonico e teologia pastorale nei corsi di laurea in teologia e teologia pastorale alla Loyola Marymount University di Los Angeles.
Zavala è emerso come un leader dei cattolici all'interno dell'arcidiocesi e ben oltre la regione del sud della California per le sue opinioni sui diritti sociali e umani. Ha sostenuto le esigenze degli individui emarginati, in particolare i poveri, gli immigrati, i detenuti giovani e adulti. Attraverso le sue posizioni di leadership ha aiutato a collegare i principi della dottrina sociale della Chiesa cattolica alla promozione della pace, alla risoluzione dei conflitti e alla giustizia riparativa. Nel 2004 è stato onorato da Death Penalty Focus per i suoi sforzi a livello nazionale per promuovere una riforma del sistema giudiziario penale e l'abolizione della pena di morte. Nel maggio del 2011 è stato riconosciuto come un "gigante della giustizia" da parte della Clergy & Laity United per gli sforzi per la giustizia economica e la sua leadership nella giustizia sociale a livello locale e nazionale.
Il 4 gennaio 2012 l'arcivescovo di Los Angeles José Horacio Gómez ha annunciato che papa Benedetto XVI aveva accettato le dimissioni di monsignor Zavala a seguito della scoperta che è padre di due figli adolescenti. Nel suo annuncio l'arcivescovo Gómez ha affermato che Zavala glielo aveva confermato all'inizio di dicembre del 2011, che da allora non era più in servizio e che avrebbe vissuto privatamente. Gómez ha affermato che i figli, che rimangono non identificati, sono ancora minorenni, vivono con la madre in un altro Stato e che l'arcidiocesi li avrebbe assistiti nelle spese universitarie.

## Genealogia episcopale
La genealogia episcopale è:
- Cardinale Scipione Rebiba
- Cardinale Giulio Antonio Santori
- Cardinale Girolamo Bernerio, O.P.
- Arcivescovo Galeazzo Sanvitale
- Cardinale Ludovico Ludovisi
- Cardinale Luigi Caetani
- Cardinale Ulderico Carpegna
- Cardinale Paluzzo Paluzzi Altieri degli Albertoni
- Cardinale Gaspare Carpegna
- Cardinale Fabrizio Paolucci
- Cardinale Francesco Barberini
- Cardinale Annibale Albani
- Cardinale Federico Marcello Lante Montefeltro della Rovere
- Vescovo Charles Walmesley, O.S.B.
- Arcivescovo John Carroll
- Cardinale Jean-Louis Anne Madelain Lefebvre de Cheverus
- Arcivescovo Ambrose Maréchal, P.S.S.
- Vescovo John Dubois, P.S.S.
- Arcivescovo John Joseph Hughes
- Cardinale John McCloskey
- Arcivescovo Michael Augustine Corrigan
- Cardinale John Murphy Farley
- Cardinale Patrick Joseph Hayes
- Arcivescovo John Joseph Mitty
- Vescovo Hugh Aloysius Donohoe
- Cardinale Roger Michael Mahony
- Vescovo Gabino Zavala